# John Högman
John Högman (* 1953 in Stockholm) ist ein schwedischer Jazzmusiker (Tenor- und Baritonsaxophon, Klarinette).
Högman wuchs in Uppsala auf und kam durch eine Aufnahme des Klarinettisten Edmond Hall zum Jazz. Er studierte an der Königlichen Musikakademie in Stockholm und spielte in dieser Zeit mit Mel Lewis, Willie Cook und Nat Pierce. Schon in seiner Jugendzeit arbeitete er mit dem Pianisten/Posaunisten Ulf Johansson und dem Gitarristen Thomas Arnesen und entwickelte seit den 1970er Jahren einen Stil zwischen Swing und Bop. 1985 entstand mit Peter Gullin das Album Adventures (Phontastic). 1992 nahm er das Album Good Night Sister auf dem Label Sittel auf; Mitwirkende waren Arnesen, Johansson und Knud Jorgensen. 1995 entstand mit Bosse Broberg das Album 203 Park Drive.
Im Jahr 2000 wirkte er bei Bosse Brobergs Nogenia Jazz Soloist Ensemble mit (Conspiracy in Flat Five auf Caprice Records), außerdem an Aufnahmen von Charlie Norman und Bent Persson, mit dem er auch in der Formation Kustbandet spielt. 2004 nahm Högman in Quartettbesetzung das Album Reduce Speed auf, auf dem er ausschließlich Baritonsaxophon spielt.
Högman unterrichtet Jazz in Visingsö. Außerdem betätigte er sich 1994 als Produzent des Albums Smile, Love and Spice von Viktoria Tolstoy, auf dem er auch Tenorsaxophon spielt.

## Diskographische Hinweise
- Adventures (Phontastic, 1985)
- Good Night Sister (Sittel, 1993)
- Reduce Speed (2004)